# Krokstjärnet (Mo socken, Dalsland)
Krokstjärnet är en sjö i Åmåls kommun i Dalsland och ingår i Göta älvs huvudavrinningsområde. Sjön har en area på 0,173 kvadratkilometer och ligger 101,1 meter över havet.

## Delavrinningsområde
Krokstjärnet ingår i det delavrinningsområde (656271-132040) som SMHI kallar för Ovan 655917-131980. Medelhöjden är 117 meter över havet och ytan är 23,31 kvadratkilometer. Det finns ett avrinningsområde uppströms, och räknas det in blir den ackumulerade arean 33,64 kvadratkilometer. Kasenbergsån som avvattnar avrinningsområdet har biflödesordning 3, vilket innebär att vattnet flödar genom totalt 3 vattendrag innan det når havet efter 200 kilometer. Avrinningsområdet består mestadels av skog (74 procent). Avrinningsområdet har 1,35 kvadratkilometer vattenytor vilket ger det en sjöprocent på 5,8 procent.